# Lycium sokotranum
Lycium sokotranum es una especie de planta fanerógama perteneciente a la familia Solanaceae, que es un endemismo de la isla de Socotra.

## Taxonomía
Lycium sokotranum fue descrita por R.Wagner & Vierh. y publicado en Oesterreichische Botanische Zeitschrift. Gemeinnütziges Organ für Botanik Z. 56: 257 1906.